# Chiesa di Sant'Antonio (Sardara)
La chiesa di Sant'Antonio  è un edificio religioso situato a Sardara, centro abitato della Sardegna sud-occidentale. Consacrata al culto cattolico è sede dell'omonima parrocchia e fa parte della diocesi di Ales-Terralba.

La chiesa risale al XVII secolo; al suo interno si può ammirare un altare ligneo policromo settecentesco con tre nicchie dove troneggiano le statue di san Francesco, sant'Antonio e della Madonna della difesa.

## Bibliografia

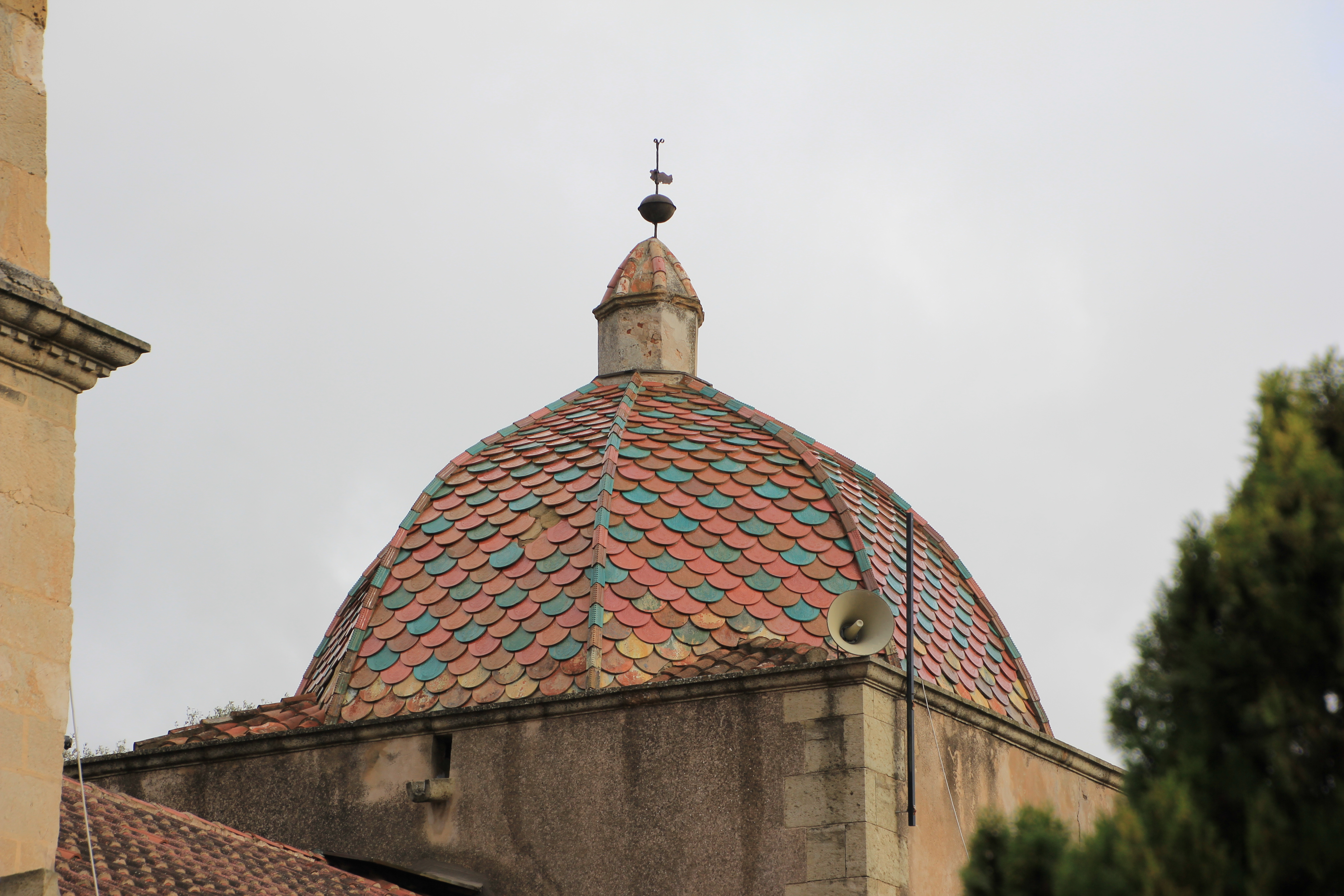